# Isora (Canarie)
Isora è un centro abitato della Canarie che si trova sull'isola di El Hierro. Amministrativamente dipende dal comune di Valverde